# Repenomamus
Repenomamus (del llatí: reptilis (rèptil) + mammalis (mamífer)) és un gènere de mamífers gobiconodòntids que conté dues espècies, Repenomamus robustus i Repenomamus giganticus. Les dues espècies es coneixen a partir de fòssils trobats a la Xina que daten del període Cretaci inferior, fa uns 125-123,2 milions d'anys.
R. robustus és un dels diversos mamífers del Mesozoic dels quals hi ha bones proves que s'alimentava de vertebrats, inclosos dinosaures, encara que no és possible determinar si caçava activament dinosaures vius o s'alimentava de cadàvers. R. giganticus es troba entre els mamífers més grossos coneguts de l'era mesozoica.

## Classificació i descobriment
Els fòssils es van recuperar del lagerstätte de la Formació Yixian a la província de Liaoning de la Xina, coneguda pels seus fòssils extraordinàriament ben conservats de dinosaures amb plomes. S'han datat específicament fa 125-123,2 milions d'anys, durant el període del Cretaci inferior.
Repenomamus és un gènere de triconodonts, un grup de mamífers primerencs sense parents moderns. R. robustus va ser descrit per Li, Wang, Wang i Li l'any 2000, i R. giganticus va ser descrit per Hu, Meng, Wang i Li l'any 2005. Les dues espècies conegudes són els únics membres de la família Repenomamidae, que també es va descriure. en el mateix document de l'any 2000. De vegades apareix alternativament com a membre de la família Gobiconodontidae; tot i que aquest encàrrec és controvertit, una estreta relació amb aquesta família està ben fundada.

## Descripció
Els individus de les espècies conegudes a Repenomamus són els mamífers mesozoics més grossos coneguts. Representats per fòssils raonablement complets (tot i que Kollikodon pot ser més gros, i Schowalteria, Oxlestes, Khuduklestes i Bubodens van assolir mides similars, si no més grans), els adults de R. robustus tenien la mida d'un opòssum de Virgínia amb una massa estimada de 4-6 kg mentre que l'adult conegut de R. giganticus era aproximadament un 50% més gros amb una longitud total d'uns 1 m i una massa estimada de 12-14 kg. Aquestes troballes estenen considerablement el rang de mida corporal conegut dels mamífers mesozoics. De fet, Repenomamus era més gros que diversos petits dinosaures dromaeosaurids simpàtrics com Graciliraptor.
Les característiques dels seus ossos de les espatlles i les cames indiquen una postura estesa com en la majoria dels mamífers teris de mida petita i mitjana, amb peus plantígrads. A diferència dels mamífers teris, Repenomamus tenia un cos proporcionalment més llarg amb extremitats més curtes.
La fórmula dental es va interpretar originalment com {\displaystyle {\tfrac {3.1.2.4}{2.1.2.5}}}, tot i que un estudi més recent indica en canvi que és {\displaystyle {\tfrac {3.1.1.5}{2.1.2.5}}}.

## Paleobiologia
Les característiques de les dents i la mandíbula suggereixen que Repenomamus eren carnívors i un exemplar de R. robustus descobert amb l'esquelet fragmentat d'un Psittacosaurus jove conservat a l'estómac representa la segona evidència directa que almenys alguns mamífers del Mesozoic eren carnívors i s'alimentaven d'altres vertebrats, incloent dinosaures; un atac registrat a un Archaeornithoides per part d'un Deltatheridium és anterior a la seva descripció.

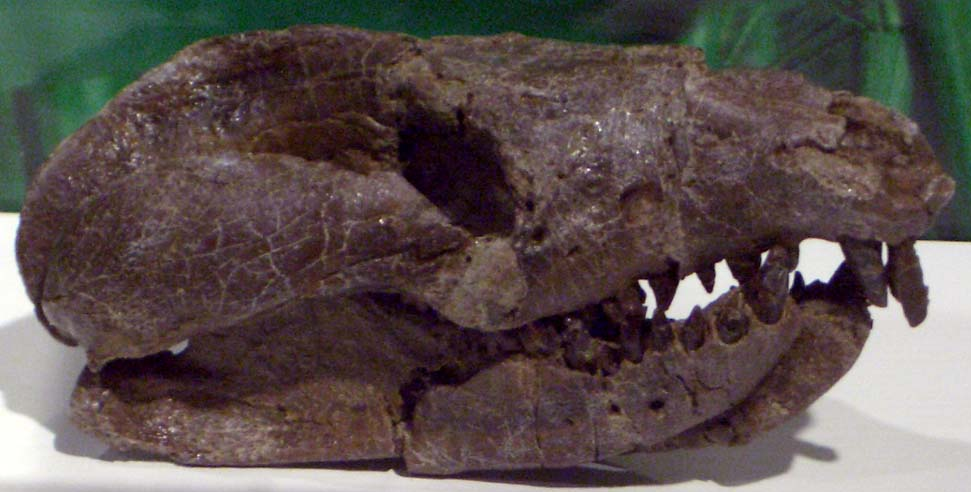
Crani fòssil de R. giganticus
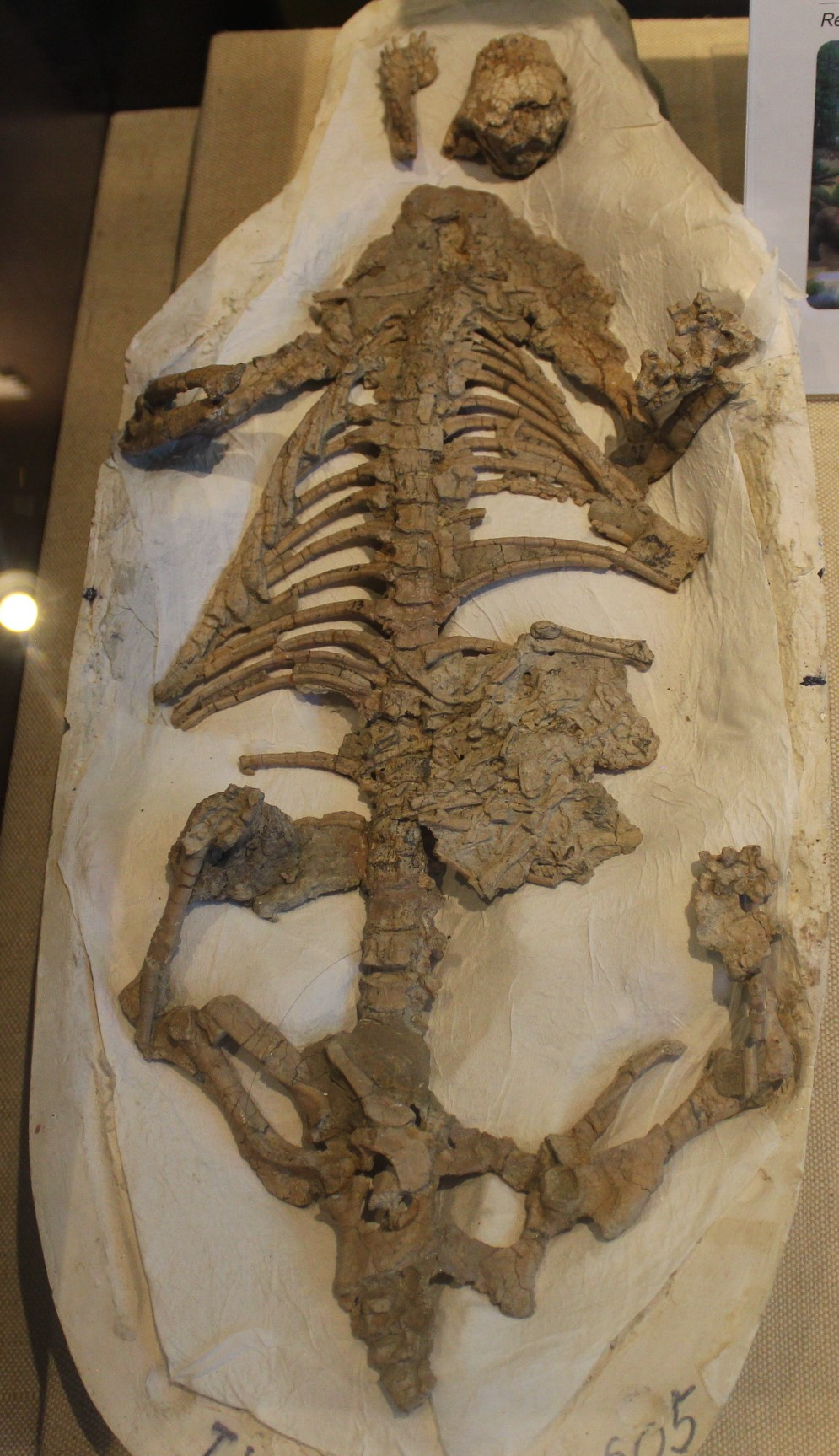
Especimen de R. robustus amb restes de Psittacosaurus a l'estómac, Museu Paleozoològic de la Xina

Les especiacions cap al carnivorisme són conegudes en els eutriconodonts en el seu conjunt, i es creu que espècies de gran midaran com Gobiconodon, Jugulator i fins i tot Triconodon també s'han enfrontat a preses proporcionalment grosses; fins i tot s'assignen proves de necrofàgia al primer.
Com la majoria dels altres mamífers no placentaris, Repenomamus tenia ossos epipúbics, és a dir, donava llum o posava ous que eclosionaven en cries no desenvolupades com els marsupials i monotremes moderns.